# Mertensdorf (Triglitz)
Mertensdorf ist ein Ortsteil der Gemeinde Triglitz im Landkreis Prignitz in Brandenburg.

## Geografie
Der Ort liegt drei Kilometer nordnordöstlich von Triglitz und fünf Kilometer ostsüdöstlich von Putlitz. Die Nachbarorte sind Silmersdorf im Norden, Buckow und Gerdshagen im Nordosten, Neu Giesenhagen im Osten, Preddöhl und Klein Triglitz im Südosten, Illenpuhl im Süden, Triglitz im Südwesten, Hochheim im Westen sowie Schmarsow und Weitgendorf-Ausbau im Nordwesten.

## Geschichte
Der Ort wurde im Jahr 1492 erstmals urkundlich erwähnt. Damals unter dem Namen „Mertenstorp“.

## Persönlichkeiten
- Ernst Senckel (1836–1912), evangelischer Pfarrer, Dichter und Schriftsteller, hier geboren